# 6000 (število)
6000 (šést tisoč) je naravno število, za katero velja 6000 = 5999 + 1 = 6001 - 1.
Glej tudi 6666 (število)